# Obroczna (osada)
Obroczna – osada w Polsce, położona w województwie małopolskim, w powiecie nowotarskim, w gminie Nowy Targ. Znajduje się w dolinie potoku Obroczna na Kotlinie Nowotarskiej.
W latach 1975–1998 miejscowość administracyjnie należała do województwa nowosądeckiego.